# Issy Smith
Issy Smith est un militaire britannique, né le 18 septembre 1890 à Constantinople et mort le 10 septembre 1940 à Melbourne. Il est décoré de la Croix de Victoria, plus haute distinction décernée aux membres des Forces armées du Royaume-Uni et des pays du Commonwealth pour bravoure face à l'ennemi. Outre cette distinction, il est décoré de la Croix de guerre et de la Croix de Saint-Georges par les gouvernements français et russe.
Né Ishroulch Shmeilowitz de parents d'origine russe, Smith se rend clandestinement en Grande-Bretagne et se porte volontaire pour servir dans l'armée britannique en 1904. À la fin de son service, il émigre en Australie et s'installe à Melbourne jusqu'à sa mobilisation comme réserviste en 1914. Il devient alors caporal du Manchester Regiment et prend part à la bataille d'Ypres. Le 26 avril 1915, Smith réussit à sauver des soldats blessés exposés à des tirs soutenus de l'ennemi. Il met les hommes à l'abri et les soigne « avec un grand dévouement, sans se soucier de sa propre sécurité ». Cet acte lui vaut une recommandation pour la Croix de Victoria, qui lui est décernée en août 1915.
Après sa démobilisation, Smith retourne en Australie avec sa femme et sa fille. Il devient par la suite une figure éminente de la communauté juive de Melbourne et devient juge de paix. Il se présente sans succès à l'élections fédérales australiennes de 1931 comme candidat du Parti United Australia.